# Municipio La Rivera
Das Municipio La Rivera ist ein Verwaltungsbezirk im Departamento Oruro im südamerikanischen Anden-Staat Bolivien.

## Lage im Nahraum
Das Municipio La Rivera ist das mittlere der drei Municipios der Provinz Puerto de Mejillones. Es grenzt im Norden an das Municipio Carangas, im Westen und Osten an die Provinz Sabaya, im Südwesten an das Municipio Todos Santos und im Süden an die Republik Chile.
Das Municipio umfasst insgesamt nur elf Ortschaften, der zentrale Ort des Municipios ist die Ortschaft La Rivera mit 189 Einwohnern (2012) im nördlichen Teil des Municipios.

## Geographie
Das Klima in der Region ist semiarid, der Jahresniederschlag liegt bei nur 200 mm (siehe Klimadiagramm). Von April bis November herrscht Trockenzeit mit Monatswerten von weniger als 10 mm Niederschlag, die Feuchtezeit im Sommer ist kurz und der Regen wenig ergiebig. Die Jahresdurchschnittstemperatur liegt bei knapp 7 °C ohne wesentliche Schwankungen im Jahresverlauf, aber mit starken Tagesschwankungen der Temperatur und häufigem Frostwechsel.
Die Vegetation in der Region entspricht der semiariden Puna. Sie ist baumlos und setzt sich vor allem aus Dornsträuchern, Gräsern, Sukkulenten und Polsterpflanzen zusammen. Sie wird wirtschaftlich als Lama-, Alpaka- und Schafweide genutzt.

## Bevölkerung
Die Einwohnerzahl des Municipios La Rivera ist zwischen 1992 und 2024 auf mehr als das Fünffache angewachsen:
| Jahr | Einwohner | Quelle       |
| ---- | --------- | ------------ |
| 1992 | 221       | Volkszählung |
| 2001 | 390       | Volkszählung |
| 2012 | 509       | Volkszählung |
| 2024 | 1266      | Volkszählung |

Die Bevölkerungsdichte des Municipios bei der letzten Volkszählung von 2024 betrug 4,6 Einwohner/km², der Anteil der städtischen Bevölkerung ist 0 Prozent. Die Lebenserwartung der Neugeborenen lag im Jahr 2001 bei 58,1 Jahren.
Der Alphabetisierungsgrad bei den über 19-Jährigen beträgt 92 Prozent, und zwar 97 Prozent bei Männern und 86 Prozent bei Frauen (2001).

## Politik
Ergebnis der Regionalwahlen (concejales del municipio) vom 4. April 2010:
| Wahl- berechtigte |  | Wahl- beteiligung | gültige Stimmen |  | MAS-IPSP |
| ----------------- |  | ----------------- | --------------- |  | -------- |
| 214               |  | 166               | 117             |  | 117      |
|                   |  | 77,6 %            | 70,5 %          |  | 100,0 %  |

Ergebnis der Regionalwahlen (elecciones de autoridades políticas) vom 7. März 2021:
| Wahl- berechtigte |  | Wahl- beteiligung | gültige Stimmen |  | MAS-IPSP | PP      | UN SOL PARA ORURO | BST    |
| ----------------- |  | ----------------- | --------------- |  | -------- | ------- | ----------------- | ------ |
| 309               |  | 269               | 223             |  | 117      | 61      | 23                | 18     |
|                   |  | 87,06 %           | 82,90 %         |  | 52,47%   | 27,35 % | 10,31 %           | 8,07 % |

## Gliederung
Das Municipio ist, im Gegensatz zu den meisten Municipios Boliviens, wegen seiner geringen Größe nicht weiter in Kantone (cantones) unterteilt. Einzige nennenswerte Ortschaft im Municipio ist der Hauptort La Rivera.